# Felimare aurantimaculata
Felimare aurantimaculata is een slakkensoort uit de familie van de Chromodorididae. De wetenschappelijke naam van de soort werd voor het eerst geldig gepubliceerd in 2017 door Ortigosa, Pola en Cervera.